# Сауранбаев, Нурлан Ермекович
Нурлан Ермекович Сауранбаев (каз. Нұрлан Ермекұлы Сауранбаев; род. 20 мая 1967, Джамбул, Казахская ССР) — Аким города Шымкент с 7 ноября 2017 года по 20 июня 2018 года. Председатель правления акционерного общества Национальная компания «Казахстан темир жолы». Министр транспорта Республики Казахстан с 30 июня 2025 года.

## Ранние годы и образование
Родился в городе Джамбул Казахской ССР.
В 1991 году окончил Казахский государственный университет им. С. М. Кирова.
Трудовую деятельность начал сразу же после окончания университета. В 2001 году поступил на факультет нефтяного администрирования Центра обучения нефтяной промышленности ЭНИ-Аджип, который окончил в 2002 году. В 2016 году получил степень магистра по специальности «Военное и государственное управление» в Национальном университете обороны имени Первого Президента РК — Лидера Нации (НУО).

## Карьера
- Генеральный директор компании «Енбек» (1991 — 1997)
- Исполнительный директор Конгресса предпринимателей Казахстана (1997 — 1998)
- Директор ДП «Пассажирские перевозки» республиканского государственного предприятия «Казахстанские железные дороги» (1998 — 2000)
- Первый вице-президент ОАО «АНПЗ» (2000 — 2002)
- Директор департамента инжиниринговых и сервисных услуг АО НК «КазМунайГаз» (2002 — 2004)
- Генеральный директор ТОО «ТенизСервис» (2004—2007)
- Управляющий директор по транспортировке нефти, управляющий директор по сервисным проектам АО НК «КазМунайГаз» (07.2007 — 06.2010)
- Вице-министр индустрии и новых технологий Республики Казахстан (18.05.2011 — 25.08.2014)
- Заместитель министра обороны Республики Казахстан (14.08.2014-10.2016).
- Аким г. Шымкент (7.11.2017-20.06.2018)[1]
- Заведующий Отделом государственного контроля и организационно-территориальной работы Администрации Президента Республики Казахстан (16.01.2019 — 08.04.2021)[4][5]
- Председатель правления Национальной компании «Казахстан темир жолы» (08.04.2021 — 30.06.2025)[6]
- Министр транспорта Республики Казахстан (с 30.06.2025)[2]

## Другие должности
- Член Совета директоров АО «КазТрансОйл» (04.2008)
- Член Совета директоров АО "НК «КазМунайГаз» (11.2010-06.2011)
- Член Совета директоров АО "НК «Казахстан инжиниринг» (09.2014-01.2015)
- Председатель Совета директоров АО "НК «Казахстан инжиниринг» (01.2015)
- С февраля 2017 года занимал должность руководителя организационного комитета штаба по вопросам подготовки и проведения международной специализированной выставки ЭКСПО-2017[7]

## Награды
- Орден «Барыс» III степени (1 августа 2025)[8]
- Орден «Курмет»
- Орден «Парасат»
- Медаль «20 лет независимости Республики Казахстан»